# Peng birmanicus
Espèce
Synonymes
- Myrmecisca birmanica Thorell, 1897

Peng birmanicus est une espèce d'araignées aranéomorphes de la famille des Corinnidae.

## Distribution
Cette espèce se rencontre en Birmanie et en Chine au Yunnan,.

## Description
La femelle holotype mesure 7 mm.
La femelle décrite par Yamasaki, Hashimoto, Endo, Hyodo, Itioka et Tavano en 2017 mesure 6,90 mm.
Le mâle décrit par Lu, Chu, Lin, Pham, Li et Yao en 2023 mesure 6,79 mm.

## Systématique et taxinomie
Cette espèce a été décrite sous le protonyme Myrmecisca birmanica par Thorell en 1897. Elle est placée dans le genre Sphecotypus par Simon en 1897 puis dans le genre Peng par Lu, Chu, Lin, Pham, Li et Yao en 2023.

## Étymologie
Son nom d'espèce lui a été donné en référence au lieu de sa découverte, la Birmanie.

## Publication originale
- Thorell, 1897 : « Viaggio di Leonardo Fea in Birmania e regioni vicine. LXXIII. Secondo saggio sui Ragni birmani. I. Parallelodontes. Tubitelariae. » Annali del Museo Civico di Storia Naturale di Genova, sér. 2, vol. 17, p. 161-267 (texte intégral).